# Diplomys caniceps
Diplomys caniceps es una especie de roedor de la familia Echimyidae.

## Distribución geográfica
Se encuentra en Colombia y Ecuador.

## Hábitat
Su hábitat natural son: zonas subtropicales o tropicales húmedas de tierras de baja altitud, bosques.